# ده کدخدا شاه‌جان بامری
ده کدخدا شاه‌جان بامری، روستایی است از توابع بخش مرکزی شهرستان هیرمند در استان سیستان و بلوچستان ایران.

## جمعیت
این روستا در دهستان جهان‌آباد قرار داشته و براساس سرشماری سال ۱۳۸۵جمعیت آن ۲۰۳نفر (۳۷خانوار) بوده‌است.